# Ornithocephalus urceilabris
Ornithocephalus urceilabris är en orkidéart som först beskrevs av Pedro Ortiz Valdivieso och Rodrigo Escobar, och fick sitt nu gällande namn av Antonio Luiz Vieira Toscano och Robert Louis Dressler. Ornithocephalus urceilabris ingår i släktet Ornithocephalus och familjen orkidéer.
Artens utbredningsområde är Colombia. Inga underarter finns listade i Catalogue of Life.